# 平頼盛
平 頼盛（たいら の よりもり、旧字体：平󠄁 賴盛󠄁）は、平安時代末期から鎌倉時代初期の平氏一門の武将・公卿。平忠盛の五男。母は修理大夫・藤原宗兼の女、宗子（池禅尼）。通称は池殿、池大納言。平清盛の異母弟。清盛の男兄弟の中で壇ノ浦の戦い後も唯一生き残った人物である。

## 生涯

### 生い立ち
長承2年（1133年）に生まれる。母の藤原宗子は待賢門院近臣家の出身だったが、従兄弟には鳥羽法皇第一の寵臣・藤原家成がいたことから美福門院ともつながりがあった。宗子はその幅広い人脈により「夫ノ忠盛ヲモモタヘタル者（夫の忠盛をも支えるほどの者）」と呼ばれ、忠盛の妻たちの中で最も重んじられていた。
清盛は忠盛の長男だったが生母はすでに死去していたため、宗子の産んだ次男・家盛が母の後押しで嫡男となる可能性もあった。久安3年（1147年）に清盛が祇園闘乱事件を引き起こして処罰されたことにより、家盛の存在感は急速に高まった。家盛は同年12月に常陸介となり、翌久安4年（1148年）正月には従四位下・右馬頭となって清盛に迫る勢いを示すが、久安5年（1149年）病死してしまう。
忠盛の落胆は大きかったが、清盛は対抗馬が消えたことで後継者の地位を確実なものとした。頼盛は家盛の同母弟といっても清盛とは15歳の年齢差があり、清盛を押しのけることは無理だった。それでも頼盛は正室のただ一人の子として優遇されていて、家盛の地位を継承して17歳で常陸介に任じられている。この時点では異母兄の経盛・教盛は受領ではなく、頼盛は一門の中で清盛に次ぐ位置にいた。

### 保元の乱
久安6年（1150年）、宗子は崇徳上皇の第一皇子・重仁親王の乳母となり、忠盛は乳父（めのと）になった。重仁親王は次期皇位の最有力候補であり即位が実現すれば、忠盛は大きな権力を手にできるはずだった。しかし仁平3年（1153年）、忠盛は公卿昇進を目前に病死した。
久寿2年（1155年）、近衛天皇が崩御した。後継天皇は信西の画策により、重仁親王ではなく雅仁親王（後白河天皇）が指名され、政情は大きく変化する。保元元年（1156年）、鳥羽法皇崩御により保元の乱が勃発すると、忠盛・宗子が重仁親王を後見する立場にあったことから平氏一門は難しい立場に立たされた。宗子は「コノ事ハ一定新院ノ御方ハマケナンズ。勝ツベキヤウモナキ次第ナリ」と崇徳上皇方の敗北を予測して、頼盛に「ヒシト兄ノ清盛ニツキテアレ」と協力することを命じた。この決断により平氏は一族の分裂を回避し、今まで築き上げてきた勢力を保持することに成功した。
保元の乱の後、頼盛は兄・教盛とともに昇殿を果たす。清盛が乱の功績により播磨守になったことで、頼盛は清盛の知行国・安芸国の受領となった。頼盛自身の知行国・常陸国の受領には代わりに兄・経盛が任じられる。教盛は淡路守であり、平氏は兄弟で4つの知行国を確保した。
保元2年（1157年）になると信西は大内裏の再建を行い、頼盛は貞観殿の造営を担当したことで従四位下に叙せられる。翌保元3年（1158年）8月には2回目の常陸介となり、10月には藤原顕長と知行国を交換して三河守となった。この年には清盛の長子・重盛も遠江守となっている。頼盛と重盛は叔父と甥だったが5歳の年齢差で、ほぼ同年代といってよかった。平氏は清盛が棟梁として全体を取りまとめ、頼盛・重盛が屋台骨を支える形となった。

### 平治の乱
それを如実に示したのが、平治元年（1159年）に起こった平治の乱だった。頼盛は27歳、重盛は22歳であり、「平氏ガ方ニハ左衛門佐重盛・三河守頼盛、コノ二人コソ大将軍ノ誠ニタタカイハシタリケルハアリケレ」とあるように、平氏軍の主力を率いて戦場に臨んだ。『平治物語』では重盛の活躍が華々しく記されているが、頼盛も父から譲り受けた名刀「抜丸」で奮戦するなど、合戦で大きな役割を果たしていたことがうかがえる。
乱は平氏の勝利に終わり、頼盛は尾張守となった。翌永暦元年（1160年）2月、頼盛の郎等・平宗清が逃亡中の源頼朝を捕らえた。尾張国は京都と東国を結ぶ交通の要衝に当たるため、頼盛が尾張守に任じられたのは、東国に逃れる源氏の残党を追捕するための措置だったとも考えられる。『平治物語』では、頼朝が家盛に生き写しだったことから宗子が助命に奔走したとするが、実際には頼朝が仕えていた上西門院（待賢門院の娘、後白河の同母姉）や同じ待賢門院近臣家の藤原季範（熱田大宮司家、頼朝の母方の親族）の働きかけによるものと推測される。ただし時政と牧の方の婚姻時期を明確に記す史料はなく、平治の乱の時点で宗子・頼盛と時政がつながっていたかは定かでない。牧の方が乱の前年（1158年）、時政に15歳で嫁いだと仮定すると、文治5年（1189年）生まれの政範は牧の方が46歳で産んだことになり、やや無理が生じる。

### 重盛との格差
平治の乱の後、清盛は平氏一門で初めての公卿となる。平氏の勢力は他より抜きん出たものとなったが、乱で共に活躍した頼盛と重盛は、官位において大きく明暗を分けることになる。永暦元年（1160年）に重盛が従四位上・内蔵頭となったのに対して、頼盛の官位はそのまま据え置かれた。応保元年（1161年）に頼盛は正四位下となり位階では上回るが、重盛も応保2年（1162年）に正四位下、長寛元年（1163年）には従三位、長寛2年（1164年）には正三位と瞬く間に引き離し、永万元年（1165年）には28歳で早くも参議となった。
頼盛は33歳で正四位下・修理大夫に過ぎず、一門における地位の低下は明らかであった。長寛2年（1164年）、清盛が装飾経33巻（『平家納経』）を厳島神社に奉納した際は、重盛・経盛・教盛らとともに書写に携わった。『平家納経』の中の「提婆品」は頼盛の直筆とされる。

### 公卿陞進と大宰府赴任
永万元年（1165年）に二条天皇が、永万2年（1166年）に摂政・近衛基実が相次いで崩御・薨去したことにより、二条親政派は瓦解して後白河院政派が息を吹き返した。頼盛は7月に大宰大弐となり、仁安と改元された8月27日には従三位に叙せられて、平氏で3人目の公卿となった。この同じ日には藤原成親が参議となり、藤原成範が従三位に叙せられるなど、院近臣の躍進が目立った。頼盛の叙位も、後白河院近臣としての活動が評価されたものと推測される。
自らの政治力強化を目指す後白河院は、清盛の協力により憲仁親王（後の高倉天皇）の立太子を実現させた。10月10日、立太子の儀式が公卿や平氏一門の出席のもと盛大に執り行われ、清盛は春宮大夫に任じられる。頼盛は大宰大弐として現地に赴任していたため、この式典には欠席している。大宰府の長官は現地に赴任しないのが当時の慣例になっていて、日宋貿易を直接掌握する狙いがあったとしても不可解な行動といえる。憲仁親王立太子直後の28日に頼盛は皇太后宮権大夫に任じられているが、この時の皇太后は藤原呈子だった。呈子は美福門院の養女だったので、頼盛は親近感を抱いていたと思われる。一方で憲仁の母・平滋子との交流はほとんどなく、疎遠な関係にあった。
清盛にとって一門の足並みを乱す頼盛の行動は問題だったが、九州に平氏の勢力を広げること自体は悪い話ではなかったので、多少の黙認はしていたものと考えられる。仁安2年（1167年）正月に六条天皇が院御所に行幸すると、頼盛は九州にいたにもかかわらず正三位に叙せられている。

### 参議就任と解官
仁安2年（1167年）5月17日、清盛は太政大臣を辞任する。それに先立つ5月10日、重盛に対して東山・東海・山陽・南海道の山賊・海賊追討宣旨が下される（『兵範記』同日条）。これにより、重盛は国家的軍事・警察権を正式に委任されることになり、清盛の平氏棟梁の地位は重盛に継承されることになった。8月には重盛の弟・宗盛が参議に昇進して、平氏4人目の公卿となった。
翌仁安3年（1168年）3月、呈子が院号宣下を受けて九条院となったため、頼盛は皇太后宮権大夫を辞任する。この院号宣下は后位に空席を設けるための追い出し工作であり、入れ替わりに滋子が皇太后となる。滋子の猶子となっていた宗盛は、皇太后宮権大夫となった。8月、頼盛より位階が下の兄・教盛が参議に任じられ、平氏5人目の公卿となる。頼盛は正三位だったが非参議であり、参議になることは悲願だった。10月18日、頼盛はついに待望の参議となるが、わずか一月後の11月28日、子の保盛とともに全ての官職を解官されてしまう。
解官の理由は、保盛については五節の節会で舞姫参入・御覧の儀式の勤めを、後白河院の指示に従わず毎度怠ったこと、頼盛については、3月26日の滋子の代始めの入内に奉仕しなかったこと、休暇願いを出さずに無断で厳島神社に参詣したこと、鎮西を知行していたにもかかわらず大嘗会関係の課役を勤めなかったことだった。高倉天皇の即位や妻の滋子に関することであったため、後白河院の怒りは激しいものがあった。
処罰はそれだけにとどまらず、12月には頼盛の家人6名が解官される。彼らは武官職にある軍事貴族であり、頼盛の軍事的基盤は粉砕されてしまった。この時期、重盛は病により健康がすぐれず権大納言を辞任している。解官の背景には、独自の動きを見せていた頼盛を完全な統制下に置くことで、重盛の地位を守ろうとする清盛の意思が介在していた可能性もある。
頼盛の失脚は一年の長きに渡り、出仕が許されたのは嘉応元年（1169年）11月だった。

### 政界復帰と八条院への接近
政界復帰後の頼盛は、清盛の力の大きさを痛感したらしく、従順な行動をとるようになる。清盛も頼盛を完全に排除するのは得策でないと判断したようで、以後は自らの手足として積極的に活用する動きが見受けられる。嘉応元年（1169年）12月の嘉応の強訴では、頼盛は重盛・宗盛とともに官兵を率いて待機していた。後白河院が藤原成親擁護の方針を打ち出して抗争が激化すると、清盛は福原に頼盛・重盛を呼び出して状況を報告させている。このことは、頼盛・重盛が京都防衛の責任者であったことを示している。
清盛が頼盛を重用した理由としては、八条院の存在が挙げられる。八条院は美福門院の娘で、父母から荘園の大半を譲られて大きな財力・武力を有し、二条天皇の准母としてその後ろ盾となっていた。二条親政派が瓦解してもその勢力は衰えず、後白河院や平氏にとっては敵に回すことが憚られる存在だった。
頼盛は建春門院とは疎遠だったが、八条院とは美福門院以来のつながりがあり、邸宅も接していた。八条院の乳母は源国房の娘で宰相局と呼ばれていたが、頼盛は宰相局の娘で八条院女房の大納言局を妻に迎え、光盛が生まれている。光盛は承安2年（1172年）の生まれなので、両者の婚姻は承安元年（1171年）以前と見られる。おそらく皇太后宮権大夫を辞任したことで拠り所を失ったため、八条院の庇護を求めたものと推測される。後に源頼朝は荘園33ヶ所を頼盛に返還しているが、そのうちの14ヶ所が八条院領だったことを見ても関係の深さがうかがえる。
しかし、この間の官位の昇進ははかばかしいものではなく、長らく正三位・参議のままだった。それでも頼盛は、承安4年（1174年）8月、近衛基通の従三位叙位の拝賀に清盛の指示で付き従い、安元2年（1176年）3月、後白河院の50歳の賀のため法住寺殿で催された式典に一門の人々とともに出席するなど、表向きは協調の姿勢を見せていた。

### 鹿ケ谷の陰謀
安元2年（1176年）7月に建春門院が崩御したことで、今まで隠されていた後白河院と平氏の対立が表面化する。12月5日、頼盛は権中納言に昇進した。同日、藤原成範も権中納言となり、藤原定能・藤原光能が他の有力候補者を押しのけて蔵人頭に抜擢されている。彼らはいずれも院近臣であり、その昇進には後白河院の意向が大きく反映していた。後白河院と平氏が対立している状況で頼盛の昇進が実現したのは、平氏一門であるよりも後白河院近臣としての側面が大きかったことを物語っている。
翌安元3年（1177年）、重盛・宗盛がそれぞれ左大将・右大将となり、後白河院が福原を訪問したことで対立は緩和されたかに見えたが、4月に延暦寺が加賀守・藤原師高の流罪を要求して強訴を起こすと亀裂は逆に深まっていく。後白河院は延暦寺に対して強硬策をとり、師高の父・西光の進言で天台座主・明雲を解任、伊豆国に配流した。延暦寺の大衆が明雲の身柄を奪還したため、後白河院は福原から清盛を呼び出して延暦寺への攻撃を命じる。清盛はやむを得ず出兵を承諾するが、内心では事態の悪化を招いた後白河院と西光に憤りを抱いていた。
攻撃直前の6月1日、多田行綱の密告により平氏打倒の陰謀が発覚した（鹿ケ谷の陰謀）。清盛の怒りは凄まじく西光は処刑され、関係者は一網打尽にされた。『愚管抄』によると藤原成親が呼び出されて捕らえられた時、頼盛は重盛とその場に居合わせていた。重盛にとって義兄の成親が平氏打倒の首謀者だったことは衝撃だったが、頼盛も謀議に加わっていた法勝寺執行・俊寛が妻・大納言局の兄弟だったことから、厳しい視線にさらされたものと見られる。頼盛自身が陰謀に関与していたかは不明だが、その政治的立場は後白河に近く、疑われるだけの条件は整っていた。藤原成経・平康頼が赦免された時に俊寛だけが許されなかったのは、頼盛に対する威圧・牽制があったのではないかと推測される。

### 院政停止
治承2年（1178年）、中宮・徳子が懐妊する。『山槐記』『玉葉』を見ると徳子出産に関連する行事には、平重盛・頼盛・時忠・維盛の4人が多く参仕していたことが確認できる。このうち重盛は徳子の養父であり、時忠・維盛はそれぞれ中宮権大夫・権亮なので不思議ではない。しかし頼盛は徳子とこれといった関係はなく、なぜ徳子の出産に積極的に関わっていたのか理解に苦しむ部分がある。鹿ケ谷の陰謀の衝撃も冷めやらない中で、清盛の疑念を払拭するための必死の行動とも考えられる。徳子が無事に皇子（言仁親王、後の安徳天皇）を出産すると、清盛は後白河院に皇子の立太子を迫った。春宮坊には平氏一門が就任し、言仁親王は平氏の管理下に置かれることになったため、後白河院は平氏に対する不満を高めることになる。
治承3年（1179年）に重盛・盛子が死去すると、後白河院はその知行国・荘園を没収した。特に盛子は前摂政・近衛基実の未亡人として膨大な摂関家領を相続していたので、平氏にとっての経済的打撃は甚大だった。さらに清盛の支援する近衛基通ではなく、関白・松殿基房の子・師家が権中納言になったことが引き金となり、11月14日、清盛はクーデターを起こした（治承三年の政変）。この結果、基房は関白を罷免されて追放、反平氏公卿・近臣39名が解官、後白河院は鳥羽殿に幽閉となり院政は停止された。
この時、頼盛も兼官の右衛門督を解官されている。20日には清盛が六波羅にいる頼盛を討つという噂が広がり、すでに合戦が始まったという情報も飛び交っている。22日には頼盛の所領が全て没収されたという情報も流れた。これらは伝聞情報であり、清盛・頼盛の合戦は誤報であったことが判明する。所領没収に関しても、その後の展開を見ると事実かどうか疑わしい。ただ、頼盛が後白河院の幽閉に抗議する可能性があり、場合によっては武力で対抗するのではないかという観測が流れていたことは確かと思われる。
しかし頼盛には清盛に逆らう意思はなく、「ナガク弓箭ノミチハステ候ヌル」と全面的な恭順を誓っている。清盛も武官職である右衛門督の解官のみにとどめているので、頼盛の万が一の妨害を懸念しての予防措置であったとも考えられる。頼盛は翌治承4年（1180年）正月には早くも出仕を許された。言仁親王即位に向けて一門の結束が図られ、頼盛も政権中枢に迎え入れられる。4月の安徳天皇即位に伴う叙位で、頼盛は従二位に叙せられた。この時、平氏一門で叙位されたのが頼盛だけだったことも、政権内部において頼盛の存在が重みを増していたことを示すものといえる。

### 内乱の勃発と清盛の死
治承4年（1180年）5月、以仁王が挙兵する。以仁王は八条院の猶子となり、八条院女房で「無双之寵臣」と呼ばれた三位局を妻としていた。以仁王が八条院の支援を受けていることは明白だったが、清盛にすれば高倉院政を何とか軌道に乗せようとしていた矢先の事件であり、ここで八条院と全面衝突になることは避けたかった。しかし、八条院に養われている以仁王の子をそのまま放置することはできず、頼盛に捜索命令が出された。頼盛が選ばれたのは妻が八条院の女房で、八条院との交渉には最適と判断されたためと思われる。
頼盛にすれば気の進まない役割を押し付けられたようなものだったが、清盛の命令には逆らえず以仁王の子の身柄を確保して出家させた。21日、以仁王を匿った園城寺を攻めることが決定され、頼盛は攻撃軍の大将の一人に選ばれている。以仁王の挙兵は鎮圧されたが、園城寺・興福寺が同調したことは成立したばかりの高倉院政にとって重大な脅威となった。
6月になると、清盛は突如として福原行幸を強行する。福原では頼盛の邸宅が内裏となり、次いで高倉上皇の御所となった。頼盛は邸宅を提供した功により正二位に叙せられる。遷都計画は準備不足のため思うように進まず、全国各地で反乱が頻発していた。11月には富士川の戦いで追討軍が大敗したという報告が福原に届き、頼盛と教盛が新たに東国追討使となっている。ここに至り、清盛も遷都を断念せざるを得なくなった。11月26日、京都に戻った高倉上皇は頼盛の六波羅池殿に入り、そこで病の床についた。翌月から平氏は総力を挙げて反撃を開始する。一門の知行国には兵糧米が課せられ、能登国（教盛の知行国）・但馬国（経盛の知行国）は了承したが、紀伊国・佐渡国（頼盛の知行国）は「力及ばず」と返答した。
翌治承5年（1181年）正月14日、高倉院が池殿で崩御する。幼児の安徳帝が政務をとることはできず、後白河院の院政再開は避けられなくなった。清盛は畿内惣官職を設置して宗盛を任じ、2月17日には「警衛のため」という理由で安徳帝を八条に新造された頼盛邸に遷すなど、矢継ぎ早に対応策を講じていたが、閏2月4日に死去した。高倉院と清盛の相次ぐ死は、国政における最高権威と実質的指導者が一挙に失われたことを意味し、平氏にとって致命的な打撃となった。

### 宗盛との協調
清盛の死後、宗盛は「今に於いては、万事偏に院宣の趣を以て存じ行うべく候」と表明して、後白河院に恭順する姿勢を示した。宗盛の発言を受けて、後白河院は公卿議定を開いて追討の中断を決定する。院近臣・静憲が宗盛に議定の決定を伝えると、宗盛は追討使として弟・平重衡を下向させることを理由に、追討のための院庁下文を発給することを要求した。静憲が「それでは話が違う」と抗議すると、宗盛は「頼盛・教盛等の卿を招き相議し、重ねて申さしむべし」と返答した。新体制が発足して、後白河院と宗盛の間には早くも不協和音が生じていたが、この問題に関して頼盛は宗盛の諮問を受けており、政権にとって重要な立場にあったことが分かる。
一方で、宗盛のもとに「頼盛と比叡山の僧綱が提携して宗盛を討とうとしている」という落書が届けられるなど、両者の間に緊迫した空気が流れたこともあった。4月10日、安徳帝が八条の頼盛邸から閑院に行幸し、邸宅を提供した功で頼盛の子が加階されることになった。頼盛は、保盛は正四位下であり昇進させると平通盛（教盛の子）・平経正（経盛の子）より突出してしまうとして、光盛に賞を譲らせた。頼盛が一門の中で軋轢を避けるために、気を配っていたことをうかがわせる。
9月には熊野で反乱が起こり、紀伊の知行国主である頼盛が追討使に選ばれた。しかし翌月、遠征軍の編成が行われた結果、北陸道は平知度・清房（宗盛の異母弟）・重衡・資盛、東海道・東山道は平維盛・清経（重盛の子）、熊野は頼盛の子息2名、最も重要な洛中守護は平宗盛・教盛・経盛・頼盛・知盛が担当した（『玉葉』10月10日条）。この時、宗盛とともに洛中に留まった者が政権中枢にあったと考えられる。宗盛が平氏棟梁の地位を確立するにあたり、最大の障害は重盛の小松家だった。小松家を抑えるためには、知行国を有して半独立的な位置にある叔父たちと密接に連携する必要があった。
叔父たちの中で、宗盛が最も気を遣っていたのは頼盛だった。寿永2年（1183年）2月、宗盛の嫡子・清宗と頼盛の娘の婚姻が成立しているが、これは宗盛が頼盛を自らの陣営に引き入れるための懐柔策であったと推測される。
同月、宗盛が内大臣を辞任する際、宗盛のもとに知盛・重衡・頼盛・時忠・親宗が集まっている。叔父の中で頼盛だけが出席しており、宗盛が頼盛を重視していたことを示唆している。4月、頼盛は権大納言に昇進するが、政権の崩壊は目前に迫っていた。

### 京都残留
寿永2年（1183年）5月から6月、平氏の北陸追討軍は木曾義仲に撃破され（倶利伽羅峠の戦い、篠原の戦い）、これまで維持されてきた軍事バランスは完全に崩壊した。7月24日、宗盛は都に迫った義仲軍を防ぐために、頼盛に山科方面への出兵を要請する。頼盛は「弓箭ノミチハステ」ていることを理由に拒絶したが、宗盛に「セメフセラレ」てやむを得ず山科に向かった。
25日未明、後白河院は比叡山に脱出する。これを知った宗盛は、辰巳午両三時ばかりに（午前8時から正午にかけて）六波羅に火を放って都を退去した。ところが宗盛は、山科防衛に出動していた頼盛に都落ちを知らせていなかった。頼盛は都落ちを聞くと、子の為盛を宗盛のもとに差し向けて事情を問い詰めるが、宗盛は動揺するばかりで明確な返答はなかった。宗盛にすれば後白河院に逃げられたことで混乱の極みにあり、単に連絡を忘れただけだったのかもしれないが、頼盛にしてみれば前線に置き去りにされたようなものだった。
頼盛は都に戻るが、すでに池殿は全焼しており後白河院に保護を求めた。この時、資盛も後白河院を頼っている。後白河院は頼盛に「サ聞食ツ。日比ヨリサ思食キ。忍テ八条院邊ニ候ヘ」と答え、八条院のもとに身を隠すことを指示した。資盛は拝謁を許されず、26日早朝に都を離れた。28日、後白河院は平氏追討・安徳帝の帰京・神器の回復の方策を立てるため、公卿議定を開いた。この議定では、頼盛の処遇も議題に上がった。吉田経房は「帰降者を成敗した例はなく、頼盛は都落ちには同調せず、一族であったため一時的に行動を共にしたに過ぎない」と発言し、他の出席者も賛同した。しかし義仲軍が都を占拠している状況では頼盛も処分を免れることはできず、8月6日に他の平氏一門とともに解官された。
解官後の頼盛は八条院の庇護を受けながら、密かに鎌倉の源頼朝と連絡を取っていたと思われる。それは、後白河院の意向を受けてのことだった可能性もある。後白河院は平氏追討の功績について、第一を頼朝、第二を木曾義仲とするなど義仲を低く評価し、頼朝の上洛に期待をかけていた。8月14日、義仲は後継天皇に自らが擁立した北陸宮を据えることを主張して後白河院の怒りを買う。そして後白河院が義仲の頭越しに寿永二年十月宣旨を頼朝に下したことで、両者の対立は決定的となった。都は極めて不穏な情勢となり、10月20日、頼盛逐電の情報が流れて騒ぎとなった。
閏10月になると、親鎌倉派である一条能保（頼朝の義弟）・持明院基家（頼盛の娘婿、能保の叔父）も危険を察知して鎌倉に亡命した。

### 頼朝の厚遇
『玉葉』11月6日条には、頼盛がすでに鎌倉に到着したという情報が記されている。頼盛は唐綾の直垂を着て立烏帽子を被り、息子たちと郎等2人を従え、刀剣を持たない姿だった。頼朝は白糸葛の水干を着て立烏帽子を被り、郎等50人が背後に群居していた。頼朝は、居館から一日の行程にある相模国の国府を頼盛の宿所に充て、相模の目代を世話役にしたという。頼朝は頼盛を「如父（父の如く）モテナシ」た。それは旧恩だけでなく後白河院や八条院と太いパイプを持つ頼盛の参入に、心強さを感じていたことも理由の一つとして考えられる。頼朝は朝廷との交渉や幕府機構の整備のために、京都からの人材を求めていた。頼朝は頼盛から京都の深刻な食糧不足を聞くと、自身の上洛を中止して弟の源義経と中原親能を代官として都へ送った。
寿永3年（1184年）になると義仲が滅ぼされ、一ノ谷の戦いで平氏も屋島に撤退したことにより、京都は頼朝の勢力下に入った。その後の頼盛の動向は『玉葉』によると、八条院より九条兼実に頼盛の申し状が伝えられ（3月7日条）、頼盛の後見侍清業が兼実のことを後白河に奏し（4月1日条）、清業が源雅頼に「頼朝は兼実を摂政に推挙する意向である」と語っている（4月7日条）。これらの記事から推察すると頼盛は、頼朝のために八条院や後白河院に働きかけて兼実を摂政にするよう工作していたと考えられる。4月、頼朝は頼盛に荘園33ヶ所を返還しているが、この荘園の返還は頼朝による本領安堵であり、頼盛はこれによって鎌倉方に組み込まれたとする見方もある。
その後、頼盛は一旦帰京していたらしく、5月3日に改めて亡命としてではなく正式に関東に下向した。
この時、頼盛は宗清にも同行を命じるが、宗清は固辞した。5月21日、頼朝は高階泰経に書状を送って、頼盛と子息の本官還任と源範頼・源広綱・平賀義信の国司任官を要請した。6月1日、頼朝は頼盛のために盛大な送別の宴を開いた。宴には御家人の中から「京都に馴るるの輩」が集められ、引出物として、金作剣一太刀・砂金一袋・鞍馬十疋が贈られた。頼朝は宗清のためにも引出物を用意していたが、姿を見せないので残念がった。頼盛は頼朝に、宗清は病気のため到着が遅れると伝えていた。6月5日、頼盛は帰京して権大納言に還任する。子の光盛は侍従に、保業は河内守となった。

### 終焉
京都に戻った頼盛は、再び朝廷に出仕する。12月16日には後白河院が八条室町の頼盛邸に御幸して、摂政・近衛基通の春日詣の行列を見物している。頼盛の地位は安定したかに見えたが、法住寺合戦を前に京都から逃亡したことや鎌倉の厚遇を受けたことで院近臣の反発を買い、朝廷内で孤立したと推測される。12月20日、頼盛は権大納言を辞任、光盛を近衛少将に任じることを奏請した。
翌元暦2年（1185年）3月、平氏一門は壇ノ浦の戦いに敗れて滅亡する。一門の滅亡を頼盛がどのように思ったかは定かでないが、それから程なく頼朝に出家の素懐を申し送って了承を得ると、5月29日、東大寺で出家して法名を重蓮と号した。翌月、後白河院は播磨国・備前国を院分国として、知行を頼盛に与えた（『玉葉』6月30日条）。この措置は頼朝の要請によると見られ、頼盛は藤原実明を播磨守、光盛を備前守に推挙した。
これ以降、頼盛は八条室町の自邸に籠居して表舞台にほとんど姿を見せなくなる。文治2年（1186年）正月に後鳥羽天皇の方違行幸が行われた時、八条院の邸宅が地震により破損が著しく修復も済んでいなかったため、隣の頼盛邸に白羽の矢が立ったが頼盛は「家に穢れがある」と称して固辞した。あるいは、すでに健康を害していた可能性もある。
6月2日、頼盛は54歳で死去した。この頃、幕府の京都守護・一条能保は義経の捜索に没頭していた。九条兼実も頼盛の死を日記に記すことはなく、その死は周囲から忘れ去られたひっそりとしたものだった。

## 評価
『平家物語』語り本系や『源平盛衰記』では、頼盛は一門の都落ちに同行しながら、頼朝の情けにすがり一門を見捨てた脱落者としての印象が強い。『平家物語』の古態とされる「延慶本」では、「行幸ニハヲクレヌ」とあり、宗盛らとは最初から別行動をとっている。『愚管抄』でも、頼盛が都落ちを知らされていなかったと記されている。
さらに残留の理由についても、「延慶本」では頼盛が所有していた名刀「抜丸」の相伝を巡る宗盛との確執など、一門内での対立が原因とされる。『吉記』では「就中件卿、故入道相国之時度々雖有不快事」（寿永2年7月28日条）と記され、当時の記録を見る限りでは頼盛が平氏一門を離脱したことを非難する声はなく、むしろ当然の行動と見られていたことがうかがえる。
『平家物語』では平氏の滅亡が劇的に綴られたため、生き残った頼盛は離反者としての側面が強調された。『吾妻鏡』では頼盛の名が出る9例中、8例までが頼朝との関連で言及されているので（頼盛単独では、治承4年5月16日条の以仁王の子を連行した記事のみ）、頼朝の恩情を語るための素材になっている感がある。このため、頼盛自身の心情をうかがい知ることはできず、実際の頼盛の姿を把握することは困難となっている。
頼盛には平氏一門、院近臣、親鎌倉派という複数の顔があり、どの陣営からもそれなりの厚遇を受けていた。しかし、その待遇には周りの者が頼盛に気を遣っていたためかどこか距離があり、頼盛はどの陣営にも居場所を得ることのできない異分子であり続けた。

## 官歴
※日付＝旧暦
- 久安2年（1146年）4月11日：皇后宮権少進
- 久安3年（1147年）
  - 8月23日：蔵人に補任
  - 10月14日：従五位下
- 久安5年（1149年）
  - 6月4日：常陸介
  - 6月12日：従五位上
- 仁平3年 （1153年）正月5日：正五位下
- 保元元年（1156年）閏9月22日：安芸守
- 保元2年（1157年）
  - 正月24日：右兵衛佐を兼任
  - 10月22日：従四位下（内裏・貞観殿造営の功績）
  - 10月27日：中務権大輔
- 保元3年（1158年）
  - 8月10日：常陸介再任
  - 10月3日：三河守
  - 11月26日：従四位上
- 平治元年（1159年）12月27日：尾張守
- 永暦2年（1161年）
  - 2月28日：正四位下
  - 4月7日：太皇太后宮亮
  - 改元して応保元年10月29日：右馬頭。中務権大輔・太皇太后宮亮・尾張守如元
- 応保2年（1162年）
  - 4月7日：内蔵頭。右馬頭・太皇太后宮亮・尾張守如元
  - 7月17日：修理大夫。太皇太后宮亮・尾張守如元
- 応保3年（1163年）正月24日：尾張守を辞任
- 永万2年のち（1166年）
  - 7月15日：大宰大弐
  - 改元して仁安元年8月27日：従三位。修理大夫・大宰大弐両官如元
  - 10月21日：皇太后宮権大夫
- 仁安2年（1167年）正月28日：正三位
- 仁安3年（1168年）
  - 3月11日：皇太后宮権大夫を辞任（藤原呈子、院号宣下のため）
  - 7月3日：右兵衛督
  - 10月18日：参議。右兵衛督・大宰大弐如元
  - 11月28日：解官
- 嘉応元年（1169年）12月30日：参議に還任
- 嘉応2年（1170年）
  - 正月18日：尾張権守を兼任
  - 7月26日：右兵衛督
- 承安5年（1175年）正月22日：遠江権守を兼任
- 安元2年（1176年）12月5日：権中納言
- 治承3年（1179年）
  - 正月19日：左兵衛督
  - 10月19日：右衛門督
  - 11月17日：解官（右衛門督）
- 治承4年（1180年）
  - 正月23日：出仕を許される
  - 4月21日：従二位
  - 6月4日：正二位
- 養和2年（1182年）
  - 3月8日：陸奥出羽按察使
  - 改元して寿永元年10月3日：中納言
  - 10月7日：陸奥出羽按察使如元
- 寿永2年（1183年）
  - 4月5日：権大納言
  - 4月9日：陸奥出羽按察使如元
  - 8月6日：解官
- 元暦元年（1184年）
  - 6月5日：権大納言に還任
  - 12月20日：権大納言を辞任
- 元暦2年（1185年）5月29日：出家

## 系譜
- 父：平忠盛（1096-1153）
- 母：藤原宗子（1104?-1164?） - 藤原宗兼娘
- 正室：八条院大納言局 - 法印寛雅の娘
  - 三男：平光盛（1172-1229）
- 側室：藤原親通の娘
  - 長男：平保盛（1157-1233?）
- 生母不明の子女
  - 次男：平為盛
  - 男子：平仲盛
  - 男子：平知重
  - 男子：平保業
  - 男子：静遍（1166-1224）
  - 女子：持明院宰相局 - 藤原基家室
  - 女子：平清宗室

## 子孫
- 嫡流は平光盛が従二位となるが衰退し、やがて姿を消すことになる。
- 五男・平保業の子孫は「池」を名字として鎌倉幕府の御家人となり、頼盛-保業-光度-為度-維度-宗度-顕盛と続いた。顕盛の猶子となった朽木経氏が、在田庄ほか丹後国倉橋庄・与保呂などの所領を継承した[34]。詳細は池氏を参照。
- 頼盛の所領の一部は孫にあたる久我通忠後室（光盛の娘）を通じて久我家に継承された。当時の久我家は村上源氏嫡流でありながら内紛で所領のほとんどを失い没落寸前であったが、頼盛の旧領を足がかりに再興され、後には源氏長者を独占するほどまでになった[35]。
- 孫娘の持明院陳子が後高倉院の妃となり、後堀河天皇を産んでいる。
- そのほか、本居（本折）、稲垣、上林、汐崎（塩崎）、伊賀安村、上神、小谷、山吉、尾池、越後池氏などの諸氏が子孫として知られる。